# Janko Prunk
Janko Prunk () , né le 30 décembre 1942, est un historien slovène, spécialiste de l'histoire contemporaine slovène.

## Biographie
Janko Prunk est né le 30 décembre 1942 dans le village de Loka pri Zidanem Mostu dans la commune de Sevnica au cœur de la région de Basse-Styrie au centre de la Slovénie. À cette époque, la zone était contrôlée par l'armée du Troisième Reich.
Il est diplômé de l'université de Ljubljana en 1966, et obtient un master à cette même université en 1972. Il y obtient également un doctorat en 1976, grâce à sa thèse sur les relations entre le mouvement Chrétien socialiste slovène et la Ligue communiste de Slovénie au sein du Front de libération du peuple slovène, ce qui était à l'époque un thème controversé. En 1984 et 1988, la Fondation Alexander von Humboldt lui accorde une bourse, ce qui lui permet de poursuivre ses études à Cologne et Fribourg-en-Brisgau. Il obtient plus tard un poste de chercheur à l'Université de Fribourg-en-Brisgau. De 1966 à 1995, il collabore avec l'institut d'histoire moderne de Ljubljana, et il est aujourd'hui professeur de la faculté de sciences sociales à l'université de Ljubljana. Il est membre de l'Institut für Europäische Geschichte (« Institut pour l'histoire européenne » en allemand) à Mayence, et titulaire d'une bourse de recherche au Center for European Integration Studies (« Centre d'études pour l'intégration européenne », en anglais).
Ses publications couvrent l'analyse politique, l'histoire contemporaine, la genèse des formations politiques contemporaines, et l'histoire de la pensée politique et sociale slovène. Il a également publié divers ouvrages sur l'histoire des mouvements politiques slovènes de la fin du XIXe siècle à la Seconde Guerre mondiale, et en particulier sur le mouvement Chrétien socialiste et le nationalisme slovène.
Janko Prunk s'est également beaucoup investi en politique. Admirateur de Jože Pučnik, il rejoint l'Union social démocrate slovène après la démocratisation de la Slovénie. Il devient un membre actif du Parti démocratique slovène, et fait partie du Comité pour les politiques d'éducation interne à ce parti. En 2008, il quitte ce poste, en raison de son désaccord avec la politique menée par le gouvernement qui favorise les universités privées. Il devient très critique vis-à-vis du premier ministre de l'époque, Janez Janša, qu'il accuse d'être un « libéral avec une touche d'autoritarisme » qui aspire à devenir un  « Piłsudski slovène,. »
De 1992 à 1993, il assure le rôle de ministre sans portefeuille pour les expatriés slovènes et les minorités ethniques de Slovénie, au sein du gouvernement de centre-gauche de Janez Drnovšek. En 2005, le ministre des affaires étrangères, Dimitrij Rupel, lui confie la charge de président de la Commission historique Slovéno-croate créée conjointement par les deux pays pour étudier l'histoire des relations entre la Croatie et la Slovénie.

## Publications
Janko Prunk a rédigé plus de 350 articles spécialisés et plusieurs livres. Son livre A brief history of Slovenia: Historical background of the Republic of Slovenia est l'une des références de l'étude de l'histoire moderne slovène. Cet ouvrage a été révisé et republié deux fois, en 2000 et en 2008.
- A brief history of Slovenia: Historical background of the republic of Slovenia, Janko Prunk, 1996-05-15, éditeur Založba Grad, Ljubljana, Slovénie,  (ISBN 961-90119-2-9).
- Die rationalistische Zivilisation[5], Janko Prunk, 2003, éditeur Zentrum für Europäische Integrationsforschung, Rheinische Friedrich-Wilhelms-Universität, Bonn, Allemagne,  (ISBN 3-936183-26-0).
- Racionalistična civilizacija : 1776-2000[6],[7], Janko Prunk, 2008, éditeur Mladinska knjiga, Ljubljana, Slovénie,  (ISBN 978-961-01-0629-6).